# أسامة درفلو
أسامة درفلو (مواليد 23 سبتمبر 1993 في منعة) هو لاعب كرة قدم جزائري يجيد اللعب كمهاجم لنادي اتحاد الجزائر ومنتخب الجزائر تحت 23 سنة.
توج بلقب هداف الدوري الجزائري موسم 2017–18 رفقة اتحاد الجزائر وبدأ مسيرته الاحترافية في 23 مايو 2018 في نادي فيتيس الهولندي بعقد يمتد لثلاث سنوات.

## روابط خارجية
- أسامة درفلو على موقع إي إس بي إن إف سي (الإنجليزية)
- أسامة درفلو على موقع قاعدة بيانات كرة القدم.إي يو (الإنجليزية)
- أسامة درفلو على موقع ليكيب (الفرنسية)
- أسامة درفلو على موقع ناشيونال فوتبول تيمز (الإنجليزية)
- أسامة درفلو على موقع Soccerbase.com (لاعب) (الإنجليزية)
- أسامة درفلو على موقع Soccerway.com (الإنجليزية)
- أسامة درفلو على موقع عالم كرة القدم.نت (الإنجليزية)
- أسامة درفلو على موقع اللجنة الأولمبية الدولية (الإنجليزية)
- أسامة درفلو على موقع أوليمبيديا (الإنجليزية)